# Puttur
Puttur (canarês: ಪುತ್ತೂರು) é uma cidade da Índia de 48.063 habitantes, localizada no distrito de Dakshina Kannada, estado de Karnataka.Está situada a 12°46'0 N e 75°13'0 E e tem uma altitude de 86 m NMM